# Колепијано (Л'Аквила)
Колепијано (итал. Collepiano) је насеље у Италији у округу Л'Аквила, региону Абруцо.
Према процени из 2011. у насељу је живело 202 становника. Насеље се налази на надморској висини од 424 м.